# Macrosolen suberosus
Macrosolen suberosus är en tvåhjärtbladig växtart som först beskrevs av Carl Karl Adolf Georg Lauterbach, och fick sitt nu gällande namn av Danser. Macrosolen suberosus ingår i släktet Macrosolen och familjen Loranthaceae. Inga underarter finns listade i Catalogue of Life.